# Alfred Barr
Alfred Hamilton Barr Jr. (* 28. Januar 1902 in Detroit; † 15. August 1981 in Salisbury, Connecticut, USA) war ein US-amerikanischer Kunsthistoriker und Gründungsdirektor des Museum of Modern Art in New York.

## Leben und Wirken
Sein Vater war Pastor. Barr studierte von 1918 bis 1923 an der Princeton University mittelalterliche und moderne Kunstgeschichte und Archäologie. Nach dem Studium unternahm er 1924 eine Reise nach Europa. Ab 1927 unterrichtete er am Wellesley College. Als erster brachte er in den USA Architektur, Grafikdesign, Fotografie, Musik und Film in Zusammenhang mit Malerei und Bildhauerei. Im April 1927 organisierte er eine Ausstellung moderner Malerei im Farnsworth Museum in Wellesley.
Anschließend ging Barr erneut nach Europa, wo er ein Jahr lang blieb. Nach einem Aufenthalt in London besuchte er Rotterdam, wo er den Architekten J.J.P. Oud traf und die Sammlung Kröller-Müller besuchte. In Deutschland machte er die Bekanntschaft von Oskar Schlemmer und Lyonel Feininger. Besonderen Einfluss übte der Besuch des Bauhauses Dessau, des Folkwang Museums in Essen und der Neuen Abteilung der Nationalgalerie im Kronprinzenpalais in Berlin auf ihn aus. In Dessau lernte Barr u. a. Walter Gropius, Paul Klee, László Moholy-Nagy, Oskar Schlemmer, Josef Albers und Lyonel Feininger kennen. Weitere Stationen waren Moskau, Leningrad und Paris.
Im Juni 1929 beauftragte Paul J. Sachs, nach Beratung mit Abby Aldrich Rockefeller, Lillie P. Bliss und Mary Quinn Sullivan (1877–1939), Alfred Barr, ein Museum für Moderne Kunst in New York einzurichten. Er wurde der erste Direktor des Museum of Modern Art, das er nach Vorbild des Berliner Kronprinzenpalais aufbaute.
Stephen C. Clark, Vorsitzender des Stiftungsrates und gleichzeitig Präsident des Museums, teilte Barr im Oktober 1943 mit, dass er von seinen bisherigen Funktionen entbunden und unter Halbierung seiner Bezüge fortan nur noch beratender Direktor (advisory director) sei. In einer Pressemitteilung erklärte Clark, Barr werde sich zukünftig dem Schreiben von Büchern über moderne Kunst widmen. Barrs Sekretärin Dorothy Miller vermutete, dass Clark niemanden ertrug, der mehr Kunstverstand als er selbst hatte. Bis 1967 übte Barr aber als wissenschaftlicher Leiter weiter starken Einfluss auf das Museum aus.
Auch für die Kunstmäzenin Peggy Guggenheim war Barr die höchste Autorität. Sie nannte seine Bücher über moderne Kunst "meine Bibel."
Beim Bel-Ami-Wettbewerb (Bel Ami International Art Competition) in den Jahren 1945/46 für den US-amerikanischen Film The Private Affairs of Bel Ami, bei dem zwölf Künstler ein Bild der Versuchung des heiligen Antonius malen sollten, war Barr mit dem Künstler Marcel Duchamp und dem Galeristen Sidney Janis Mitglied der Jury. 1952 wurde Barr in die American Academy of Arts and Sciences gewählt.